# Малхасян, Тигран Левонович
Тигра́н Лево́нович Малхася́н (англ. Tigran Malkhasyan; 15 ноября 1964, Ереван) — современный художник и дизайнер. В настоящее время живёт и работает на юге Франции.

## Биография
Тигран Малхасян родился в семье петербургского учёного-физика. Учился в Ленинградском электротехническом институте. С 12-ти лет увлекается графикой, а впоследствии живописью. С 1986 года в разряде свободных художников участвует в художественной жизни Санкт-Петербурга и Москвы.
Постепенно расширяя ареал своего творческого обитания и изменяя свой информационный метаболизм Тигран подверг специфическому авторскому воздействию огромное количество визуальных образов, сформировав тем самым собственный уникальный язык обработки изображений. Сам автор объясняет механизм воздействия его произведений на зрителя следующим образом:

«Взяв некую картинку, знакомую в большинстве случаев зрителю я обрабатываю её собственным кодом — шифром подобно тому, как криптографы шифруют текстовые документы. Соблюдая меру в подобном кодировании и, тем самым, оставив возможность по видоизмененной картинке опознать исходник вынуждая зрителя пройти весь мой путь, но уже в обратной последовательности. Другими словами, я готовлю экскурсию в мир собственного восприятия визуального».
— 
Многие работы художника находятся на «Винзаводе» в Москве. «Например, вход в административное здание Центра современного искусства происходит непосредственно через одну из них — дверь, глазком которой служит воздухозаборник авиатурбины. Рабочий стол руководства, в столешницу которого вбито 1,5 тысячи гвоздей, — тоже дело рук Малхасяна, А огромный глубоководный аппарат, или „бочка“, стоящая в одной из галерей, при ближайшем знакомстве оказывается функционирующим санузлом».
Работы художника находятся в частных и музейных коллекциях России, Германии, США, Японии, Франции, в том числе в Русском музее.

## Участие в выставках
- 2020 — выставка «Структуры», Музей современного искусства АРТМУЗА (Санкт-Петербург[4]
- 2018 — Galerie D’art Le Garage (Франция, Антиб)
- 2018 — SCOPE Miami Beach 2018
- 2017 — Участие в выставке «Структуры» в Русском Музее (Санкт-Петербург)
- 2013 — Участие в выставке «Рожденные летать и ползать» в Русском музее (Санкт-Петербург)
- 2010 — первая выставка современного искусства в рамках уникального проекта Art4room в интерьерном салоне Teak House при участии петербургской галереи AL Gallery (Санкт-Петербург)[5]
- 2008 — Арт-Москва 2008 (Москва)
- 2008 — RIGroup Design Show (Москва)
- 2007 — выставка «Урбанистическая среда» в галерее «Ателье #2» Центра современного искусства «Винзавод» (Москва)[6]
- 2006 — выставка Арт-Манеж 2006
- 2006 — «Супинатор» (живопись, инсталляция)
- 2006 — 1-я Петербургская Биеннале современного искусства (Санкт-Петербург)
- 2006 — выставка «Трансформация формы» в галерее «Ателье #2» Центра современного искусства «Винзавод» (Москва)
- 1999—2002 — участие в различных арт-проектах и выставках
- 1998 — персональная выставка в галерее «Старый дом» (Санкт-Петербург)
- 1997 — персональная выставка в галерее «Фёдор» (Санкт-Петербург)
- 1997 — выставка в Сан-Бенедетто-дель-Тронто (Италия)
- 1994 −1997 — участие в выставках «Весь Петербург» и выставках Академии художеств (Санкт-Петербург)
- 1995 — персональная выставка в галерее «Крунк» (Санкт-Петербург)
- 1991,1992,1993 — выставки в Дрездене и Гамбурге (Германия)
- 1989 — выставка в картинной галерее Орхуса (Дания)
- 1989 — уличные выставки на Невском проспекте (Санкт-Петербург)
- 1988 — выставка в Ленинградском рок-клубе (Санкт-Петербург)

## Искусствоведы про автора
Марина Колдобская:

«Его работы на первый взгляд представляют собой традиционную абстракцию — пятна, кляксы, потеки. Смысл, однако, в том, что автор последовательно убирает из творческого процесса себя, художника. Он не посылает свой персональный мессидж, не выражает свои эмоции — он разливает краску и предоставляет действовать природным силам: центростремительной и центробежной, гравитации и поверхностного натяжения, диффузии и отталкивания. Именно так это происходило при сотворении мира — текла лава, набегали волны, выпадали осадки, нарастали сталактиты, крутились водовороты, сбивалась в слизистые комки протоплазма… Эти потеки и кляксы не настолько хаотичны, как может показаться — автор вносит закономерности в движение красочных масс, но не кистью, мастихином, распылителем или другим привычным художническим инструментом — он использует природные силы: то наливает краску лужами, то позволяет ей свободно течь, то заставляет робот вращать холст — в разных направлениях, с разной скоростью, в меняющемся ритме. Потеки краски дробятся, разветвляются, извиваются, растекающиеся струйки образуют подобия фракталов. Для Малхасяна, поклонника великого математика Бенуа Мандельброта, эти живописные аналоги природных фракталов очень важны. В потеках, пятнах и завихрениях краски на картинах моделируются то структуры кристаллов, то скопления клеток, видимых на предметном стекле микроскопа, то заполонившие пространство пещеры сталактиты, то следы, оставленные волной на песке. А также побеги первобытных растений, фрагменты раковин и скелетов, скопления облаков, узлы кровеносных сосудов…
По сути, Тигран моделирует процессы творения, и с любопытством творца приглядывается: получится ли „это хорошо“. Или, сказать скромнее, его холсты — некий котел алхимика, куда по наитию закладываются реагенты, над которыми методом проб и ошибок колдует художник — в надежде превратить прах и пепел в нетускнеющее золото».
— 

## Интересные факты
- Тигран Малхасян — правнук академика Степана Малхасянца, выдающегося филолога и лингвиста.
- Принадлежащий Тиграну Малхасяну корабль носит имя «Валерия Новодворская».
- В 2001 году Тигран Малхасян открыл первую в России постоянно действующую обучающую станцию кайтсёрфинга в Сестрорецком Курорте под Петербургом.
- Одна из работ Малхасяна находится в собрании Елисейского дворца и была передана лично автором во время визита Брижит Макрон в Санкт-Петербург.
- Некоторые сцены российского сериала «Начнём все сначала» снимались в мастерской художника.